# 서산소방서
서산소방서(瑞山消防署, Seosan Fire Station)는 충청남도 서산시를 관할하는 충청남도 소방본부 산하의 소방서이다.
소방서장은 소방정으로 보한다.

## 연혁
- 1990년 3월 16일: 서산소방서 개서
- 2004년 1월 6일: 당진소방서 분리
- 2013년 11월 29일: 태안소방서 분리

## 관할 구역 및 조직
서산소방서는 5개의 119안전센터와 1개의 구조구급센터를 산하에 두고 있다.
| 명칭                       | 사진 | 주소                  | 관할구역               | 지역대                      |
| -------------------------- | ---- | --------------------- | ---------------------- | --------------------------- |
| 예천119안전센터            |      | 호수공원14로 26-4     | 부춘동, 수석동, 석남동 |                             |
| 대산119안전센터            |      | 대산읍 망일산로 831-3 | 대산읍                 |                             |
| 동부119안전센터            |      | 학동3로 52            | 동문동, 음암면         | 음암119지역대               |
| 해미119안전센터            |      | 해미면 성지3길 29     | 해미면, 운산면, 고북면 | 운산119지역대 고북119지역대 |
| 부석119안전센터            |      | 부석면 강경벌로 10    | 부석면, 인지면         | 인지119지역대               |
| 성연119안전센터            |      | 성연면 성연5로 92-31  | 성연면, 팔봉면, 지곡면 | 지곡119지역대 팔봉119지역대 |
| 서산소방서 119구조구급센터 |      | 호수공원14로 26-4     | 충청남도 서산시 일원   |                             |

### 조직
서산소방서의 인력은 170명 정원으로 구성되어 있으며, 그 외에 595명의 의용소방대원이 등록되어 있다. 소방행정과와 화재대책과, 현장대응단이 조직되어 있으며 지역별 119안전센터가 운영중이다.

## 활동
2016년 화재 통계에서 서산시의 화재 발생 건수는 173건으로 이 가운데 150건이 부주의에 의한 실화이다. 2015년 통계에서는 쓰레기 소각과 부주의로 인한 화재가 82%를 차지하였다. 서산소방서는 화재대응팀을 운용하여 화재에 대처하고 있다.
화재 예방을 위하여 교육청과 협력하여 합동 소방훈련을 실시하고, 노인을 대상으로 한 소방 교육도 연중 실시하고 있다. 2017년 8월에는 여름방학을 맞은 어린이를 대상으로 안전 교육을 실시하였다. 2021년 코로나19 확산을 방지를 위해 다중이용업소 소방안전교육 대상자에게 사이버 소방안전교육을 시행했다.

## 같이 보기
- 대한민국 소방청
- 대한민국의 소방
- 소방관 계급